# Julia Pastrana
Julia Pastrana, född 1834 och död 25 mars 1860, var en kvinna född med syndromet hypertrikos, ett tillstånd som skapar ökad behåring. Hon påstods felaktigt vara en hybrid mellan apa och människa och visades upp på cirkusar och utställningar. Efter sin död balsamerades och stoppades hon upp och förevisades, tillsammans med sin uppstoppade son, runt om i Europa och Amerika ända fram till slutet av 1970-talet.

## Biografi

### Uppväxt och berömmelse
Pastrana var en paiute-indian född 1834 i staten Sinaloa i Mexiko. Hon föddes med minst två genetiska syndrom, hypertrikos som gav henne långt mörkt hår över hela kroppen och tandköttsförstoring som gav henne mycket tjocka läppar och tandkött och gjorde att hennes tänder inte satt på rad. Hon hade också mycket stora öron och näsa. 
Det sägs att hon vid två års ålder hittades tillsammans med sin mor ute i skogen. Hon var redan från början utstött och sedd som väldigt annorlunda. Därefter ska hon emellertid ha fått en dräglig tillvaro som tjänsteflicka hos en guvernörsfamilj, där hon också ska ha fått undervisning i flera språk.
Hon sägs ha varit mycket intelligent. Den tyske cirkusmannen Hermann Otto beskrev henne som "begåvad och godhjärtad" och att hon läste mycket böcker.
1854 togs hon av en man till New York där hon fick börja uppträda som "apkvinna". Hon dansade och sjöng när hon visades upp runtom i USA och Kanada. Julia var en av den tidens mest kända människor, en riktig kassako. Theodore Lent, den man som höll i föreställningarna, gifte sig med Julia 1857. Lent reste senare med Julia till Europa för att visa upp henne. Tillsammans fick de i mars 1860 en son som led av samma ärftliga deformitet som sin mor. Sonen dog kort efter födseln och några dagar senare dog Julia i barnsäng.

### Postumt öde
Efter Julia Pastrana och hennes sons död sålde Lent de båda kropparna till en anatomiprofessor i Moskva som lät mumifiera och stoppa upp dem. Eftersom resultatet blev så bra köpte Lent ganska snart tillbaka kropparna och anordnade en Europaturné med mumierna. Lent gifte om sig med en skäggig flicka som han gav artistnamnet Zenora Pastrana och som han påstod var Julias syster. Lent dog 1884 och 1889 skänkte Zenora de båda mumierna till cirkusmannen J. B. Gassner. Sedermera kom den norske tivoliägaren Håkon Jaeger Lund att köpa dem.
Under andra världskriget beslagtogs mumierna av tyska staten. Lunds son föreslog då att kropparna kunde turnera i Sverige vilket tyskarna gick med på. 1953 magasinerades kropparna, tillsammans med Jeager Lunds övriga skräckkabinett i Linköping. Efter faderns död 1954 fraktade sonen Hans samlingen till Oslo där de bland annat förevisades på en lantbruksutställning för 700 000 personer.
1969 kontaktade den amerikanska kuriosasamlaren Judge Hofheinz de svenska cirkusmännen Trolle och Teddy Rhodin för att lokalisera mumierna. Detta fick Hans Jaeger Lund reda på och framträdde då med mumierna på bild i Expressen. Någon affär blev det dock aldrig. Istället hyrdes kropparna ut till en amerikansk cirkus. 1973 turnerade Hans Jaeger Lund återigen i Sverige med sitt skräckkabinett på olika folkparker. Efter att visningen stoppats av hälsovårdsmyndigheten i Hudiksvall skickades en skrivelse till justitieministern Lennart Geijer som krävde att visning av lik skulle förbjudas i lag.
1976 dog Hans och samlingen ärvdes av sonen Bjørn som lät magasinera dem. Dock skedde ett inbrott och mumierna stals, men de återfanns snart slängda i ett dike. Det lilla barnliket var då söndertuggat av möss. Tre år senare skedde ett nytt inbrott och Pastrana försvann. Inte förrän 1990 återfanns kroppen slängd på en soptipp utanför Oslo varpå polisen överlämnade den till Rettsmedisinkt Institutt i Oslo. Senare överfördes den till ett anatomiskt institut utanför Oslo där den var oåtkomlig för allmänheten.
Lämningarna efter Julia Pastrana överlämnades den 7 februari 2013 till Mexikos ambassadör i Oslo, och flögs sedan till Mexiko där hon fick en katolsk begravning den 12 februari 2013.